# Marko Jovanović (Fußballspieler, 1988)
Marko Jovanović (serbisch-kyrillisch Марко Јовановић; * 26. März 1988 in Belgrad, SFR Jugoslawien) ist ein ehemaliger serbischer Fußballspieler.

## Karriere

### Verein
Marko Jovanović wurde in Belgrad geboren und spielte in der Jugend des FK Budućnost Arilje, ehe er 2001 in den Nachwuchs von Partizan Belgrad wechselte. Von 2005 bis 2007 war er für dessen Farmteam Teleoptik Zemun in der drittklassigen Srpska Liga Beograd aktiv. Anschließend kehrte er zu Partizan zurück und gewann in den folgenden Jahren vier Meisterschaften sowie drei Mal den nationalen Pokal. Dann spielte er vier Jahre lang für den polnischen Erstligisten Wisła Krakau und kehrte 2015 zurück in seine Heimat zum FK Voždovac. Dort blieb er sechs Monate und wechselte erneut zu Partizan Belgrad, wo er wieder den Pokalsieg feiern konnte. In der Saison 2016/17 war Bne Jehuda Tel Aviv seine nächste Station und auch dort gewann er den Pokal. Dann folgte eine Spielzeit bei AE Larisa in Griechenland, bevor Jovanović erneut zum FK Voždovac ging. Von 2019 bis Ende 2021 stand er beim FK Borac Banja Luka unter Vertrag und gewann dort die bosnisch-herzegowinische Meisterschaft. Anschließend spielte er noch in seiner Heimat für die beiden Vereine FK Proleter Novi Sad sowie FK Železničar Pančevo und beendete dann im Sommer 2024 seine Profikarriere.

### Nationalmannschaft
Von 2007 bis 2010 absolvierte Jovanović 17 Partien für die serbischen U-21-Nationalmannschaft. In dieser Zeit
nahm er mit der Olympiaauswahl Serbiens an den Sommerspielen 2008 in Peking teil, wo er alle drei Vorrundenspiele gegen die Elfenbeinküste (1:1), Australien (2:4) und Argentinien (0:2) bestritt und die Gruppe als Tabellenletzter beendete.

## Titel und Erfolge
FK Partizan Belgrad
- Serbischer Meister: 2008, 2009, 2010, 2011
- Serbischer Pokalsieger: 2008, 2009, 2011, 2016
- Israelischer Pokalsieger: 2017
- Bosnisch-herzegowinischer Meister: 2021